# Dora Beedham
Pour les articles homonymes, voir Spong.
Dora Beedham (3 juin 1879 - 1969) est une infirmière et suffragette britannique, membre de la famille d'activistes sociaux Spong, qui a rejoint le Women's Social and Political Union (WSPU) en 1908 et a été emprisonnée et alimentée de force.

## Biographie
Née sous le nom de Dora Spong à Balham, Londres en 1879, elle est la quatrième fille de Frances Elizabeth Scott (1843-1929) et du père James Osborne Spong (1839-1925) qui dirigeait une société d'ingénierie de dispositifs économisant du travail, Spong & Co, qui a fabriqué et vendu des appareils qui peuvent « aider les femmes à sortir de la cuisine » comme des moulins à café, des tire-bouchons, nettoyeurs de couteaux, des alarmes antivol et incendie, des pièges à animaux et un hachoir à viande qui s'était vendu 200 000 en 1882. Les hachoirs Spong & Co. étaient utilisés dans les plus grandes institutions publiques et privées du pays. 
Sa mère était végétarienne - Dora et les autres filles ont emboîté le pas. En juin 1910, Dora Spong commence une formation de sage-femme, une carrière qu'elle poursuit encore en 1915. Elle épouse le 14 octobre 1910 Ralph John Beedham (1879-1975) avec qui elle a deux enfants : Ruth (née en 1914) et David (né en 1918. Ralph est graveur sur bois pour artistes (un xylographe), un quaker et un pacifiste, et un objecteur de conscience pendant la Première Guerre mondiale. Tous deux végétariens, ils sont cultivateurs dans le Herefordshire, mais ont ensuite dû abandonner, vivant avec la famille Spong. Ils étaient connus pour porter des vêtements amples et des sandales.

## Emprisonnement et protestation
Les parents de Dora Spong ont soutenu son activisme et celui de ses sœurs. Leur mère Frances Spong a assisté aux manifestations de la Women's Social and Political Union.
Travaillant initialement dans les quartiers les plus pauvres de Londres, Tottenham et Battersea, Dora Spong est infirmière et sage-femme et inspectrice sanitaire auprès des habitants des bidonvilles. Elle est membre du Parti travailliste indépendant, branche de Finsbury. Elle a rejoint la Women's Social and Political Union, les militantes suffragettes, en 1908. 

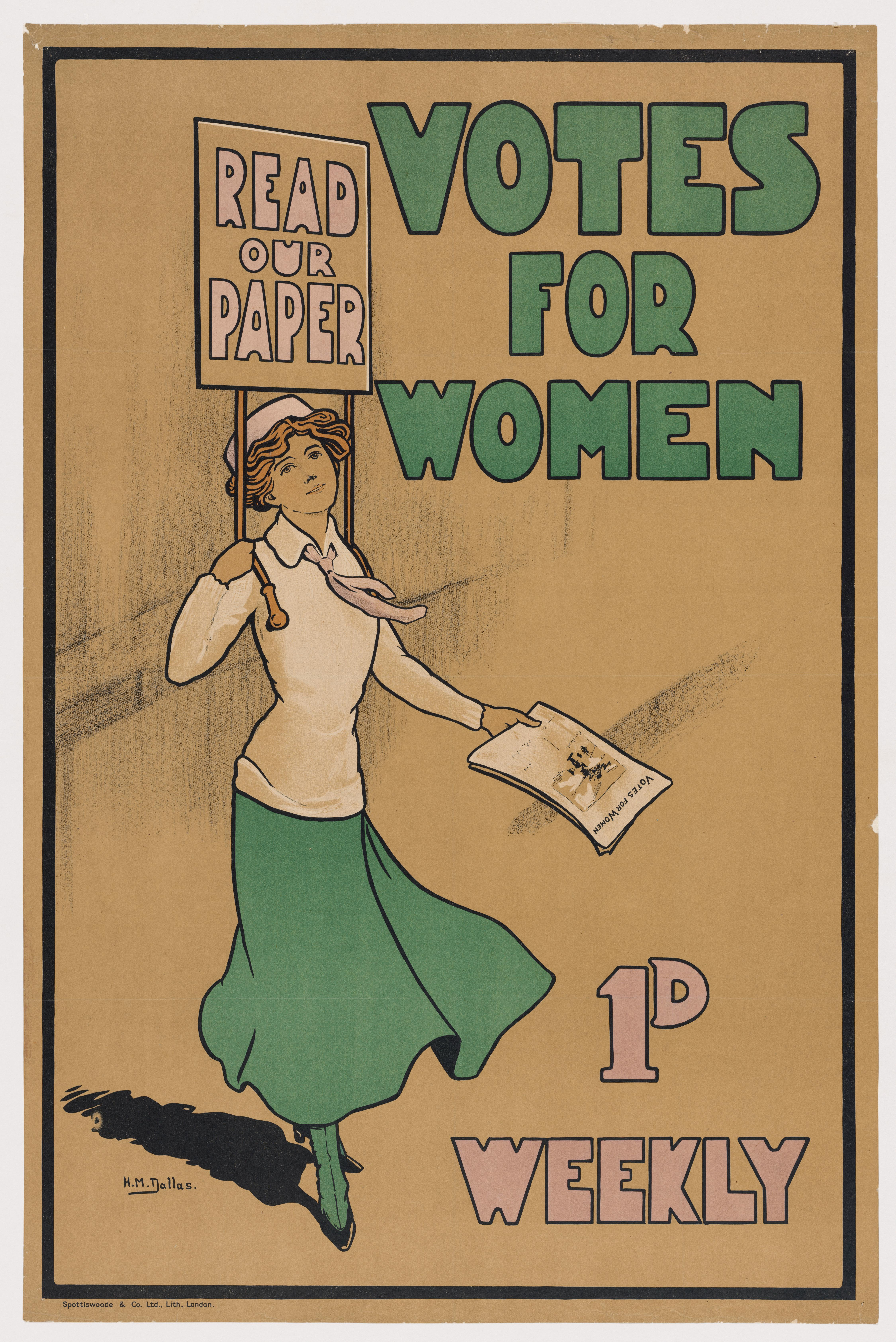
Affiche de votes pour les femmes

Spong a été impliquée dans les manifestations d'affiches de la WSPU, où de petits groupes de femmes portant et vendant des Votes for Women ou d'autres publications à distribuer pouvaient progresser dans les rues de Londres, sensibilisant et faisant de la publicité, avec moins de risques de réactions violentes de la part des objecteurs, par rapport aux manifestations de masse.

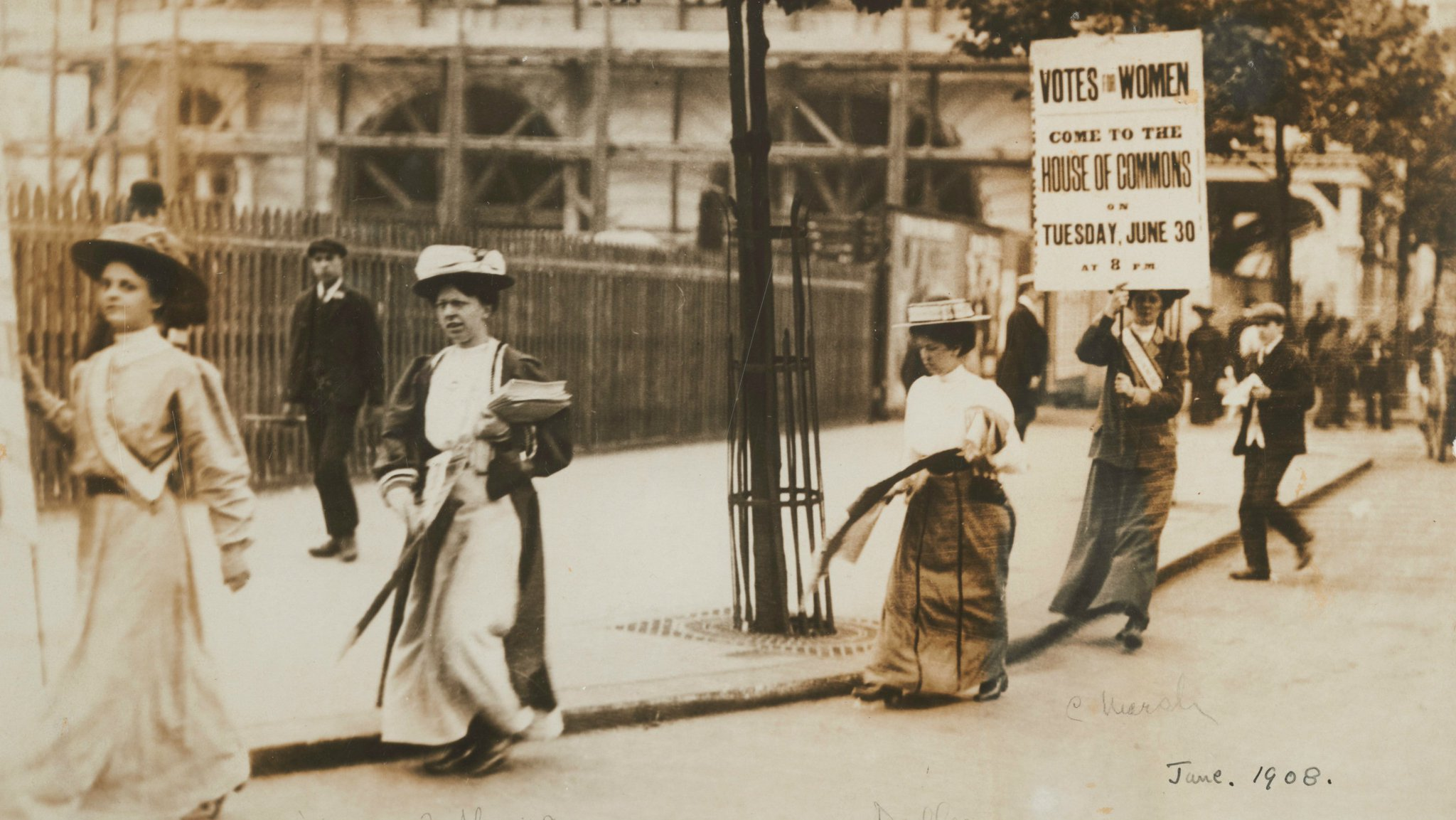
Procession des suffragettes sur le Strand le 30 juin 1908. Les suffragettes sont (de gauche à droite) Dorothy Hartopp Radcliffe, Dora Spong qui semble tenir une pile de journaux Votes for Women, Hilda Dallas et Charlotte Marsh portant la pancarte

Une photo du Musée de Londres (voir ci-contre) montre Dora Spong avec Dorothy Hartopp Radcliffe, Hilda Dallas et Charlotte Marsh avec une pancarte faisant la promotion du Parlement des femmes le 30 juin 1908. 
À la suite de cet événement, les suffragettes ont tenté de marcher de Caxton Hall à la Chambre des communes dans une foule d'environ 10 000 personnes qui ont tenté de les harceler, avec seulement 1 700 policiers pour maintenir l'ordre, et figuraient parmi les soixante-quinze suffragettes ont été arrêtées dans la suite agression. Spong a été inculpée pour la première fois le lendemain, le 1er juillet 1908 pour entrave et condamnée à un mois dans la prison de Holloway, où ses collègues de Finsbury ILP lui ont écrit pour soutenir et « admirer le courage et détermination à se soumettre au fardeau de la cellule de prison pour la cause des femmes ». Elle est tombée malade et a été libérée plus tôt. Une autre arrestation avec une centaine de suffragettes marchant sur la Chambre des communes le 12 juillet 1909 n'a pas de trace complète de sa peine. 
En 1911, Beedham (née Spong) est l'une des dix-sept membres de la WSPU parmi les quarante-deux signataires de la pétition d'Ellen Avery adressée au frère de Constance Lytton, Lord Lytton, exprimant sa gratitude pour sa foi dans le mouvement pour le suffrage des femmes, de sorte que « dans les années à venir, les Femmes de notre Race - fortes de la Liberté que vous avez tant fait pour gagner - justifieront abondamment cette foi."
Le nom de Beedham n'a pas été trouvé sur le recensement de 1911 ni ses sœurs en dehors d'Annie (lorsque de nombreuses suffragettes ont refusé d'être «comptées» sans droit de vote). 
En 1912 elle est inculpée de bris de fenêtres avec un marteau, avec Constance Moore. Leur peine est de deux mois avec travaux forcés à la prison de Holloway. Et seulement un mois après son mariage, en novembre 1914, elle est arrêtée lors du Black Friday ; comme pour d'autres suffragettes, aucune charge n'est retenue.
Dora Beedham a reçu la Hunger Strike Medal « pour sa vaillance ».
De 1920 à 1936, elle vit avec son mari et sa famille à Hendon au nord de Londres, la dernière année à Finchley où ils vivent encore en 1949. 
Dora Spong Beedham meurt dans le Surrey en 1969.

## Héritage
La petite-fille de Beedham, Joanna Wickenden Ibarra, a écrit à propos de son frère Peter découvrant son certificat WSPU signé par Emmeline Pankhurst, déclarant qu'elle était «toujours prête à obéir à l'appel du devoir» et sa broche de la prison Holloway – une herse avec une chaîne cassée – que sa famille savait de l'enfance « a célébré la victoire dans la lutte pour le suffrage des femmes ». Son petit-neveu Roger Spong (en) est un joueur de rugby international anglais et directeur de l'entreprise de son père (qui a continué en affaires jusqu'à ce que la division hardware soit finalement reprise par Salters dans les années 1980). 

## Famille Spong

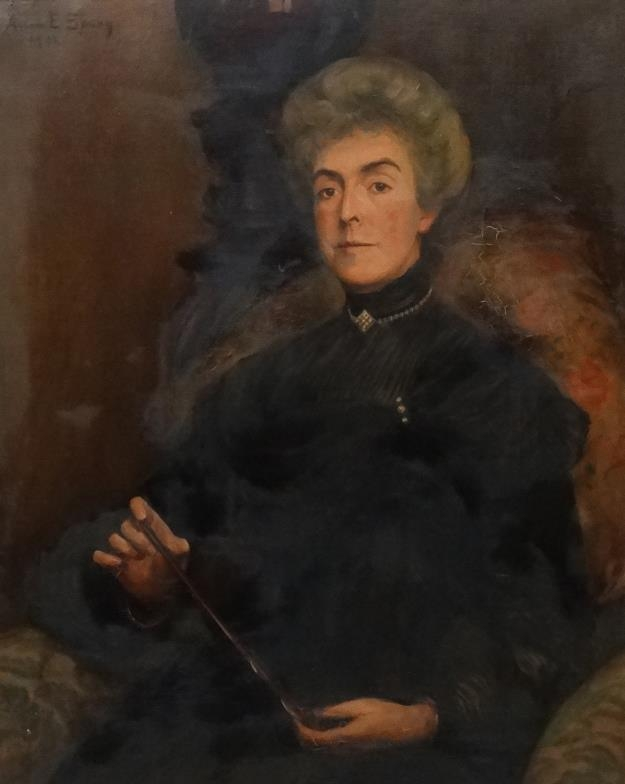
Frances Elizabeth Spong peinte par sa fille Annie Spong en 1902

La famille Spong est une famille d'activistes politiques et sociaux. Les enfants de Frances Elizabeth Scott et James Osborne Spong sont : Minnie Frances Spong (1869-1953) ; Dora Spong (1879-1969); Annie Eliza Spong (1870-1957) ; Florence Spong (1873-1944) et Irene Osborn Spong (1882-1960). Il y a aussi deux frères : James William Spong (1879-1944),  qui succède à son père à la tête de Spong & Co., et Francis Osborne Spong (1875-1878). 